# Knjižnica Kolidža svete Trojice, Dublin
Knjižnica Kolidža svete Trojice (Trinity College Dublin, irsko Leabharlann Choláiste na Tríonóide, Baile Átha Cliath) je knjižnica Kolidža svete Trojice in Dublinske univerze. Je največja knjižnica na Irskem in ima pravico do obveznega izvoda, brezplačnega prejemanja gradiva, objavljenega v Republiki Irski. Je tudi edina irska knjižnica s tako pravico za Združeno kraljestvo. V njej hranijo znan iluminiran rokopis Knjige iz Kellsa. Dve od štirih knjig sta javno prikazani, ena je odprta na veliki okrašeni strani, druga na običajni strani z besedilom. Strani redno spreminjajo . Člani Dublinske univerze imajo dostop tudi do Tallaghtske knjižnice in knjižnice Irske ekumenske šole v Milltownu.

## Stavbe knjižnic
Knjižnica je v več stavbah, od katerih so štiri v samem kampu kolidža, druge enote so v bolnišnici svetega Jakoba (St. James's Hospital) v Dublinu.
Izvirna (stara) knjižnica je mojstrovina arhitekta in vojaškega inženirja Thomasa Burgha. Je ogromna stavba, ki se je prvotno dvigala nad univerzo in mesto, ko je bila končana. Tudi danes, obkrožena s podobnimi stavbami, je veličastna in prevladuje v Nassauski ulici. Knjiga iz Kellsa je v Stari knjižnici (Old Library) skupaj s Knjigo iz Durrowa (besedilo štirih evangelijev, ki je najverjetneje nastal v opatiji Durrow), Knjigo iz Howtha (zgodovinski vir pomembne vrednosti) in drugimi starodavnimi besedili. Dolga soba (Long Room) v Stari knjižnici je ena največjih turističnih znamenitosti Irske in ima tisoče redkih primerov zelo starih enot. V 18. stoletju je knjižnica dobila harfo Briana Boruja, ki je ena od treh ohranjenih srednjeveških gelskih harf in narodni simbol Irske.
V Stari knjižnici so:
- zgodnje tiskane knjige in posebne zbirke;
- rokopisi in knjižnica arhivskih raziskav (M & ARL);

- kompleks umetnostnih knjižnic (Berkeley/Lecky/Ussher (BLU) z:
  - Berkeleyjevo knjižnico na trgu Fellows,
  - Leckyjevo knjižnico ob Arts Building,
  - Ussherjevo knjižnico, ki gleda na park kolidža,
  - Glucksmanovo kartografsko knjižnico,
  - oddelkom za varstvo in ohranjanje.

- Hamiltonova knjižnica za znanost in inženirstvo
- čitalnica iz leta 1937 (za diplomante),
- medicinska knjižnica Johna Stearna (JSML) v bolnišnici svetega Jakoba.

Drugo gradivo je shranjeno v skladiščih, v zaprtem delu v kolidžu ali knjižnih depojih v dublinskem predmestju Santry.

## Zgodovina
Knjižnica je bila ustanovljena skupaj s kolidžem leta 1592. Leta 1661 je Henry Jones predstavil Knjigo iz Kellsa, najbolj znan rokopis. James Ussher (1625−1656), nadškof Armagha, čigar najpomembnejši deli sta Veterum Epistolarum Hibernicarum Sylloge (1632) in Brittanicarum Ecclesiarum Antiquitates (1639), je knjižnici zapustil dragoceno zbirko z več tisoč tiskanimi knjigami in rokopisi. Njegovo celotno zbirko je izdala knjižnica v 24 zvezkih. 
Leta 1801 je dobila kot edina knjižnica na Irskem pravico do obveznega izvoda v Združenem  kraljestvu. V soboto, 29. novembra 2009, je združenje študentov ob 16. uri organiziralo 24-urno sedečo stavko v znak protesta zaradi zmanjšanja proračuna za nakup knjig, pomanjkanja dostopa do knjig ob nedeljah in predlaganega zmanjšanja okenc. 

## Status knjižničnega gradiva
V skladu z Zakonom o avtorski in sorodnih pravicah Irske iz leta 2000 je knjižnica v imenu Narodne knjižnice Irske in knjižnic Narodne univerze Irske, Limeriške in Dublinske mestne univerze upravičena do obveznega izvoda vsega objavljenega v Republiki Irski. Tudi po britanskem zakonu o hrambi knjižnic, 2003, ki je nadaljevanje starejše pravice iz leta 1801, je knjižnica upravičena do izvoda vsakega objavljenega gradiva v imenu Britanske knjižnice, Bodleyjeve knjižnice v Oxfordu, Univerzitetne knjižnice v Cambridgeu, Narodne knjižnice Walesa in Škotske narodne knjižnice v Združenem kraljestvu.

## Dolga soba (Long Room)
65 metrov dolga glavna soba (Long Room) Stare knjižnice, ki je bila zgrajena med letoma 1712 in 1732, hrani 200 000 najstarejših knjig knjižnice. Sprva je imela raven strop, police za knjige pa na nižji ravni in odprto galerijo. Do 1850-ih je bil prostor napolnjen z gradivom, ki je bilo objavljeno na Irskem in v Veliki Britaniji. Leta 1860 je bila streha dvignjena nad galerijo. 
Dolga soba je obložena z marmornimi doprsnimi kipi. Kolidž je pridobil 14 kipov slavnega kiparja  Petra Scheemakersa. Več velikih filozofov, pisateljev in znanih mož je podprlo kolidž. Najbolj izstopajoč je kip  Jonathana Swifta, ki ga je naredil Louis François Roubiliac.
Dolga soba ima eno zadnjih preostalih kopij Velikonočne izjave Irske iz leta 1916 (Proclamation of the Republic, irsko Forógra na Poblachta). To je oznanilo, ki ga Patrick Pearse prebral v bližini Glavne pošte 24. aprila 1916. Obiskovalci si lahko ogledajo harfo, znano kot harfa Briana Boruja, ki je najstarejša na Irskem, saj je iz 15. stoletja. Harfa je iz hrasta in vrbe in ima 29 medeninastih strun. 
- Dolga soba v Stari knjižnici
- Akvarel sobe pred gradnjo strehe
- Detajl knjižne police

## V popularni kulturi
V filmu Vojna zvezd Epizoda II: Napad klonov je arhiv v templju jedijev neverjetno podoben Dolgi sobi v knjižnici kolidža. Ta podobnost je povzročila polemike glede dovoljenja. Lucasfilm je to zanikal in uradno se je knjižnica odločila, da ne bo vložila tožbe. 